# أندري كوزلوف
أندري كوزلوف (الروسية: Козлов, Андрей Владимирович) (23 فبراير 1989 ببريانسك في روسيا - ) هو لاعب كرة قدم روسي في مركز الهجوم. لعب مع توربيدو موسكو ونادي أوفا ونادي فولغا نيجني نوفغورود ودينامو بريانسك وفاكل فارونيش ‏ وFC Gubkin ‏ وFC Dnepr Smolensk ‏ وميتالورج كوزباس نوفوكوزنتسك وFC Yelets ‏ ونادي خيمكي.

## وصلات خارجية
- أندري كوزلوف على موقع قاعدة بيانات كرة القدم.إي يو (الإنجليزية)
- أندري كوزلوف على موقع Soccerway.com (الإنجليزية)